# Western Australian Open febbraio 1972
Il Western Australian Open del febbraio 1972 è stato un torneo di tennis giocato sull'erba. È stata la 4ª edizione del torneo, che fa parte dei Tornei di tennis femminili indipendenti nel 1972 e dei Tornei di tennis femminili indipendenti nel 1972. Si è giocato a Perth in Australia, dal 1° al 7 febbraio 1972.

## Campioni

### Singolare maschile
Aleksandre Met'reveli ha battuto in finale  John Cooper con il punteggio di 6–2 3–6 6–4 6–1

### Doppio maschile
Informazione non disponibile

### Singolare femminile
Evonne Goolagong ha battuto in finale  Ol'ga Morozova con il punteggio di 6–2, 7–5

### Doppio femminile
Evonne Goolagong /  Barbara Hawcroft hanno battuto in finale  Ol'ga Morozova /  Janet Young  3–6, 6–4, 6–3